# 駆け込みドクター!運命を変える健康診断
『駆け込みドクター!運命を変える健康診断』（かけこみドクター!うんめいをかえるけんこうしんだん）は、2013年6月2日から2016年3月6日までTBS系列で毎週日曜日19:57 - 20:54（JST）に放送されていた医療番組。

## 概要
芸能人の日常生活と健康状態を調べて健康診断を行い、専門医が予防法などを教える番組である。
『日曜ゴールデンで何やってんだテレビ』打ち切り後、3か月もの間を置いて開始した。TBS日曜20時枠では異色の医療番組。なお、これに類似した企画として、2013年4月24日に放送された「水トク!」で「それ、放っておくとヤバイです」と題された番組が放送され、その番組でコメンテーターを務める医師はこの番組にも出演している。このため「水トク!」での放送が事実上のパイロット版であった。
2014年8月までは直前の19時番組が『さんまのSUPERからくりTV』であったため、拡大SPは改編期や年末年始程度だったが、『からくり』が終了した同年10月からは増加していき、特に2015年3月1日放送分から同年5月31日放送分は7連続で拡大SPとなった。同年9月から12月は再び通常放送が増えていたが、2016年1月以降は再び19時台の『この差って何ですか?』と交互に2時間SPを放送することが多くなった。
2016年3月6日を以って終了。2年9ヶ月の放送ではあるが、先述の通り2時間スペシャルを多く放送したため、100回にも満たない「87回」の放送であった。

## 主な出演者

### 司会
- 久本雅美
- オードリー
  - 春日俊彰
  - 若林正恭

若林は司会者席で久本と共に進行。春日はコメンテーター席（医者と同じポジション）。

### アシスタント
- 吉田明世（TBSアナウンサー）

### 医師
- 森田豊
- 友利新
- 池谷敏郎
- 大竹真一郎
- その他ゲスト1-2名（基本的に、その週に放送される病気の専門家を招く。ただし友利は2014年6月から出産育児休暇中であるため、その分ゲスト医師が増えている）

### ナレーター
- 田子千尋
- 永田亮子

### パイロット版の出演者
当番組のパイロット版にあたる『それ、放っておくとヤバイです』（2013年4月24日放送）の出演者は以下の通りである。

#### 司会
- 雨上がり決死隊
  - 宮迫博之
  - 蛍原徹

#### 進行
- 枡田絵理奈（TBSアナウンサー）

#### 医師
- 池谷敏郎
- 大竹真一郎
- 友利新
- 前田達浩
- 松村圭子
- 森田豊

## テーマと診断ゲスト

### 2013年
| 回   | 放送日   | テーマ                             | 診断ゲスト | 備考                     |
| ---- | -------- | ---------------------------------- | --- | ------------------------ |
| 特番 | 4月24日  | 芸能人の「どうも気になるプチ不安」 | 犬山紙子、カルーセル麻紀、久保田磨希、坂上忍、田中美奈子、出川哲朗、ブラックマヨネーズ（小杉竜一・吉田敬）、水木一郎、山田邦子 | [ 注 1 ]                 |
| 1    | 6月2日   | 血液                               | 川島なお美、酒井敏也、青木さやか、ハマカーン                                                                                   |                          |
| 2    | 6月9日   | 女のカラダの悩み                   | 小原正子、坂口杏里、佐藤仁美、柴田理恵、鳥居みゆき                                                                             | オードリーは欠席         |
| 3    | 6月16日  | 腸                                 | 笑福亭笑瓶、スリムクラブ、山田まりや、松本明子                                                                                 |                          |
| 4    | 6月23日  | 健康年齢                           | 鈴木奈々、友近、中澤裕子、錦野旦、松村邦洋、ロバート                                                                           | 2時間SP（19:00 - 20:54） |
| 5    | 7月14日  | 夏の病気                           | 井森美幸、岡田圭右、COWCOW、槙原寛己、山田親太朗                                                                               |                          |
| 6    | 7月28日  | 足                                 | 伊藤かずえ、尾木直樹、木本武宏、キンタロー。、壇蜜、保田圭                                                                     | 21:00まで6分拡大         |
| 7    | 8月4日   | 食                                 | アニマル浜口、蛭子能収、柴田理恵、武井壮、嗣永桃子、藤田紀子、平成ノブシコブシ、眞鍋かをり                                     | 2時間SP（19:00 - 20:54） |
| 8    | 8月25日  | 真夏の芸人一斉健康診断SP           | あやまん監督、狩野英孝、陣内孝則、竹内都子、バイきんぐ、ハリセンボン、パンサー、ラサール石井                                   | 2時間SP（19:00 - 20:54） |
| 9    | 9月1日   | 激痛                               | 池波志乃、千鳥、中尾彬、中川家、安田美沙子                                                                                     |                          |
| 10   | 9月15日  | 睡眠                               | 浅香唯、梅沢富美男、木下隆行、髭男爵、唯月ふうか                                                                               |                          |
| 11   | 9月22日  | 口の中                             | IMALU、さとう珠緒、島崎和歌子、堀潤、松崎しげる、元木大介、森田彩華                                                            |                          |
| 12   | 9月29日  | あなたのことが心配です。強制検査SP | 足立梨花、丸岡いずみ・有村昆夫婦、佐藤仁美、重盛さと美、長州小力、長州力、新田恵利、肥後千暁・克広親子、misono、渡辺美奈代     | 2時間SP（19:00 - 20:54） |
| 13   | 10月20日 | 目                                 | カンニング竹山、熊切あさ美、佐野ひなこ、鳥居みゆき、はるな愛、前川泰之、森次晃嗣                                               |                          |
| 14   | 10月27日 | プチ不調                           | 荒木由美子、ケンドーコバヤシ、坂上忍、水沢アリー、安めぐみ、山崎樹範                                                           |                          |
| 15   | 11月3日  | 女のカラダの悩み・第2弾            | 虻川美穂子、池上季実子、国生さゆり、西村知美、Hitomi、道端アンジェリカ                                                         |                          |
| 16   | 11月10日 | 食道と胃                           | 小島よしお、高橋ジョージ、羽野晶紀、ピース、谷澤恵里香                                                                         |                          |
| 17   | 11月17日 | 頭痛                               | 斎藤洋介、サバンナ、JOY、杉原杏璃、福田彩乃                                                                                    |                          |
| 18   | 11月24日 | 体のゆがみ                         | 相島一之、梅垣義明、高橋みゆき、中村静香、遼河はるひ、ロッチ                                                                   |                          |
| 19   | 12月1日  | お医者さんに聞きたい10のこと       | 生駒里奈、小島慶子、武井壮、原口あきまさ、細川直美、宮川一朗太、山本梓                                                         |                          |
| 20   | 12月8日  | 大病からの復活SP                   | アグネス・チャン、市井紗耶香、杉本有美、高樹澪、長州小力、福田充徳、槙原寛己、増田恵子、和田アキ子                             | 2時間SP（19:00 - 20:54） |

### 2014年
| 回 | 放送日   | テーマ                                                         | 診断ゲスト | 備考                         |
| -- | -------- | -------------------------------------------------------------- | --- | ---------------------------- |
| 21 | 1月5日   | 医者に聞きたい40のことSP                                       | 犬山紙子、かもめんたる、サバンナ、柴田理恵、杉浦太陽、藤本美貴、益若つばさ、吉田秀彦                                               | 2時間SP（19:00 - 20:54）     |
| 22 | 1月19日  | 肝臓                                                           | 小原正子、金山一彦、サンドウィッチマン、中村アン、奈美悦子                                                                         |                              |
| 23 | 1月26日  | 人間ドックSP                                                   | 金村義明、柴田英嗣、長州小力、遠野なぎこ、Hi-Hi、ホラン千秋、マイケル富岡、松本明子、安田大サーカス                                | 2時間SP（19:00 - 20:54）     |
| 24 | 2月2日   | アルツハイマー病                                               | アンガールズ、梅田彩佳、遠藤章造、マルシア、森口博子                                                                               |                              |
| 25 | 2月16日  | 歯                                                             | 榊原郁恵、佐野ひなこ、新里宏太、高橋ジョージ、NON STYLE、みかん、山口もえ、ユージ                                                  | 1時間45分SP（19:15 - 20:54） |
| 26 | 2月23日  | 花粉症                                                         | サバンナ、柴田理恵、ダイアモンド☆ユカイ、中村昌也、眞鍋かをり                                                                      |                              |
| 27 | 3月2日   | コリ                                                           | 飯尾和樹、菊地亜美、佐藤藍子、ドランクドラゴン、笛木優子                                                                           |                              |
| 28 | 3月9日   | 絶対に太らない                                                 | 熊谷真実、紫吹淳、パンサー、彦摩呂、谷澤恵理香                                                                                     |                              |
| 29 | 3月16日  | 目からウロコ!体の大疑問一気に解決SP                            | 青木さやか、あき竹城、ウーマンラッシュアワー、塩野瑛久、スギちゃん、高橋真麻、長州小力、前川泰之、松本明子、峯岸みなみ、横山めぐみ | 2時間SP（19:00 - 20:54）     |
| 30 | 3月30日  | がん                                                           | 大宮エリー、佐藤正宏、高橋ひとみ、間寛平、ピース、堀ちえみ、宮﨑香蓮                                                               | 2時間SP（19:00 - 20:54）     |
| 31 | 4月13日  | 突然死を防げSP                                                 | 岡田圭右、笑福亭笑瓶、杉本彩、中尾彬、原幹恵、藤田紀子、芳本美代子、和田正人                                                       | 2時間SP（19:00 - 20:54）     |
| 32 | 4月20日  | 腎臓                                                           | 東貴博、IMALU、大場久美子、紺野まひる、布施博、やまもとまさみ                                                                      |                              |
| 33 | 5月4日   | 人体が起こした奇跡の物語SP                                     | 酒井美紀、内藤剛志、本田望結、六角精児、和田アキ子                                                                                 | 2時間SP（19:00 - 20:54）     |
| 34 | 5月11日  | 骨を鍛えると若返るSP                                           | 池谷敏郎、大竹真一郎、友利新、細井孝之、森田豊                                                                                     |                              |
| 35 | 5月18日  | せき                                                           | 市川知宏、梅沢富美男、田中卓志、ダレノガレ明美、羽野晶紀、矢沢心                                                                   |                              |
| 36 | 5月25日  | 認知症                                                         | 荒木由美子、住吉美紀、前川泰之、松村雄基、眞鍋かをり、渡辺徹                                                                       |                              |
| 37 | 6月8日   | 腸のスゴイ力!腸内環境をよくする7つのコト                       | IKKO、志垣太郎、高橋メアリージュン、早見優、バイきんぐ                                                                             |                              |
| 38 | 6月22日  | 血糖値をコントロールして糖尿病を防げ!                          | 浅香唯、佐藤藍子、サバンナ、田山涼成、原口あきまさ                                                                                 |                              |
| 39 | 6月29日  | 人間ドックSP（その2）                                          | 赤井英和、大和田伸也、小椋久美子、倉田真由美、長州小力、ナイツ、ナジャ・グランディーバ、猫ひろし、政井マヤ、八代亜紀、山田たかお   | 2時間SP（19:00 - 20:54）     |
| 40 | 7月20日  | 食中毒                                                         | ケンドーコバヤシ、坂下千里子、田中美奈子、峰竜太、唯月ふうか、吉岡美穂                                                             |                              |
| 41 | 7月27日  | 知っておきたい認知症の新常識SP                                 | あき竹城、加藤晴彦、小島慶子、内藤剛志、森口博子                                                                                   | 2時間SP（19:00 - 20:54）     |
| 42 | 8月3日   | 快眠術                                                         | ピース、おのののか、布施博、井森美幸、藤本美貴                                                                                     |                              |
| 43 | 8月10日  | 脱・高血圧の新常識SP                                           | 東貴博、島田洋七、杉山愛、武田梨奈、野々村真、室井佑月                                                                             |                              |
| 44 | 8月17日  | 腰痛                                                           | 今井雅之、小林綾子、酒井敏也、鈴木奈々、中村昌也、はしのえみ                                                                       |                              |
| 45 | 8月24日  | 胃の不調                                                       | 岡本玲、片岡鶴太郎、平成ノブシコブシ、保田圭、山村紅葉                                                                             |                              |
| 46 | 10月5日  | 1億2千万人の大質問! お医者さんに聞きたいこと、一気に教えますSP | 大沢樹生、黒川智花、香坂みゆき、柴田理恵、紫吹淳、武田修宏、濱口優、前田吟、松尾貴史、安田美沙子                                   | 2時間SP（19:00 - 20:54）     |
| 47 | 10月12日 | 絶対やせる! 太らないコツ教えますSP                             | ギャル曽根、坂井真紀、スギちゃん、高橋真麻、長友光弘、錦戸亮、藤吉久美子、谷澤恵里香、渡辺徹                                       | 2時間SP（19:00 - 20:54）     |
| 48 | 11月2日  | 人間ドックSP（その3）                                          | 麻木久仁子、大林素子、斉藤慎二（ジャングルポケット）、千葉真一、土田晃之、武藤敬司、遼河はるひ、渡瀬マキ                           | 2時間SP（19:00 - 20:54）     |
| 49 | 11月9日  | 口の中                                                         | あばれる君、おのののか、さとう珠緒、ダレノガレ明美、和田アキ子                                                                     |                              |
| 50 | 11月16日 | うつ                                                           | アグネス・チャン、東貴博、市井紗耶香、菊地亜美、宮川一朗太                                                                         | 下記を参照                   |
| 51 | 11月23日 | お医者さんに聞きたいこと年末総決算SP                           | 青木崇高、うつみ宮土理、梅沢富美男、加賀まりこ、かとうかずこ、蟹江一平、カンニング竹山、根岸拓哉、橋本マナミ                       | 2時間SP（19:00 - 20:54）     |
| 52 | 12月7日  | アルツハイマー病（その2）                                      | 秋川リサ、金山一彦、榊原郁恵、友近、山田親太朗                                                                                     |                              |
| 53 | 12月21日 | 人間ドックSP（その4）                                          | 大久保佳代子、加藤茶、笑福亭笑瓶、スギちゃん、ダレノガレ明美、比企理恵、藤崎奈々子、布施博、松居直美、LINA                         | 2時間SP（19:00 - 20:54）     |

- 2014年11月16日放送の「うつ」は、本来10月26日に放送する予定であったが、当日は「SMBC日本シリーズ・第2戦『阪神×福岡ソフトバンク』」中継（阪神甲子園球場、毎日放送制作）に差し替えられたため、この日に延期になった。

### 2015年
| 回 | 放送日   | テーマ                               | 診断ゲスト                                                                                           | 備考                     |
| -- | -------- | ------------------------------------ | --- | ------------------------ |
| 54 | 1月4日   | 2015年身体チェンジSP                 | IVAN、あばれる君、酒井敏也、紫吹淳、高嶋香帆、バイきんぐ、松村雄基、村川絵梨、安田美沙子             | 2時間SP（19:00 - 21:00） |
| 55 | 1月18日  | 今知っておきたい免疫力の新常識       | 井戸田潤、サバンナ、平愛梨、高橋ジョージ、眞鍋かをり                                                 |                          |
| 56 | 1月25日  | 冬の皮膚のトラブル                   | 佐藤かよ、田中律子、前園真聖、室井佑月、吉木りさ                                                     |                          |
| 57 | 2月1日   | 謎の痛み徹底解明SP                   | 麻木久仁子、阿藤快、犬山紙子、川崎麻世、高橋ひとみ、知念里奈、長州小力、ピーター、谷澤恵里香         | 2時間SP（19:00 - 20:54） |
| 58 | 2月8日   | 冬の突然死                           | 河西智美、徳光和夫、はいだしょうこ、村上弘明、安めぐみ                                               |                          |
| 59 | 2月22日  | 今日から出来る視力回復SP             | アンガールズ、大桃美代子、かとうかずこ、田島令子、道端アンジェリカ                                   |                          |
| 60 | 3月1日   | 体のゆがみ解消SP                     | 秋野暢子、浅香唯、梅沢富美男、佐野ひなこ、紫吹淳、鈴木奈々、永瀬匡、西村和彦、ねば〜る君             | 2時間SP（19:00 - 20:54） |
| 61 | 3月15日  | 血管年齢を若返えさせるぞSP           | 青木さやか、伊藤つかさ、蛭子能収、大場久美子、篠原信一、陣内智則、高嶋香帆、山田ルイ53世             | 2時間SP（19:00 - 20:54） |
| 62 | 3月22日  | 超人間ドックSP                       | 伊藤かずえ、ウーマンラッシュアワー、小倉優子、川村亜紀、榊原るみ、杉本彩、田中健、ルー大柴           | 2時間SP（19:00 - 20:54） |
| 63 | 4月19日  | お医者さんに聞きたいことSP           | サンドウィッチマン、志尊淳、釈由美子、武井壮、和田アキ子                                             | 2時間SP（19:00 - 20:54） |
| 64 | 5月3日   | 芸能人の睡眠 徹底診断SP              | 麻木久仁子、蟹江一平、菊地亜美、篠原信一、紫吹淳、はるな愛、彦摩呂                                   | 2時間SP（19:00 - 20:54） |
| 65 | 5月17日  | 認知症                               | 安藤和津、上地雄輔、柴田理恵、中尾彬、中村アン、前園美聖、遼河はるひ                                 | 2時間SP（19:00 - 20:54） |
| 66 | 5月31日  | 超スッキリ! 腸内環境ランキングSP!    | 青木さやか、荒木由美子、アンガールズ、高橋元太郎、長州小力、新田恵利、橋本マナミ、ボビー・オロゴン   | 2時間SP（19:00 - 20:54） |
| 67 | 6月14日  | 鼻と耳                               | IVAN、スザンヌ、寺田心、増田恵子、山崎樹範                                                           |                          |
| 68 | 6月21日  | 漢方                                 | 入来茉里、梅沢富美男、大場久美子、サバンナ、住吉美紀                                                 |                          |
| 69 | 7月5日   | 首・肩・腰・ひさのコリと痛み解消SP   | IMALU 蛭子能収、大西絵里、大桃美代子、小原正子、かとうかず子、小籔千里、篠原信一、前田吟、マック鈴木 | 2時間SP（19:00 - 20:54） |
| 70 | 7月12日  | お医者さんに聞きたい事SP             | 唐沢寿明、麻生久美子、山本耕史、ムロツヨシ、星田英利、山下健二郎、浜野健太、水谷果穂、沢村一樹       | 2時間SP（19:00 - 20:54） |
| 71 | 8月2日   | 放っておくと怖い顔の病気SP           | 上地雄輔、小林麻耶、ざわちん、陣内智則、高畑淳子、竹内佳菜子、NANA、的場浩司                         | 2時間SP（19:00 - 20:54） |
| 72 | 8月16日  | 口とノド                             | ケンドーコバヤシ、姿月あさと、島谷ひとみ、天龍源一郎、松村邦洋、水沢アリー                           |                          |
| 73 | 9月6日   | 放っておくとコワイ足の不調           | 綾部祐二、佐藤仁美、奈美悦子、はるな愛、布川敏和                                                     |                          |
| 74 | 9月13日  | 胃と食道の新常識SP                   | 大場久美子、祥子、成宮寛貴、羽野晶紀、原口あきまさ、パックンマックン、蓮佛美沙子                     |                          |
| 75 | 9月20日  | 視力・絶対改善SP                     | 池波志乃、ウーマンラッシュアワー、假屋崎省吾、早見優、ボビー・オロゴン                               |                          |
| 76 | 10月18日 | いい血・悪い血、強い血管SP           | いとうまい子、大和田伸也、小沢仁志、木下隆行（TKO）、新山千春、安田顕（TEAM NACS）                   |                          |
| 77 | 10月25日 | うつ病                               | 綾野剛、パンサー、松井玲奈、松岡茉優、優木まおみ                                                     |                          |
| 78 | 11月1日  | 病気にならない筋肉を鍛えるぞSP       | 石丸謙二郎、伊藤つかさ、おのののか、児嶋一哉（アンジャッシュ）、夏樹陽子、本間朋晃                   |                          |
| 79 | 11月8日  | アルツハイマー病と戦う日本の最新事情 | 小金沢昇司、小籔千豊、坂下千里子、菅登未男、田森美咲、和田アキ子                                     |                          |
| 80 | 11月22日 | 緊急! 息が苦しい原因解明SP           | 岩崎恭子、乙葉、岡田圭右（ますだおかだ）、香坂みゆき、布施博                                         |                          |
| 81 | 11月29日 | 他人には言えない尿トラブル           | 青木さやか、麻木久仁子、厚切りジェイソン、西岡徳馬、バイきんぐ、安田美沙子                           |                          |
| 82 | 12月6日  | 手と足のトラブル解明SP               | 小沢真珠、篠原信一、柴田理恵、内藤理沙、前田吟、安田美沙子                                           |                          |

### 2016年
| 回 | 放送日  | テーマ                                  | 診断ゲスト                                                                             | 備考                     |
| -- | ------- | --------------------------------------- | -------------------------------------------------------------------------------------- | ------------------------ |
| 83 | 1月10日 | 芸能人一斉診断! 健康年齢SP              | 一路真輝、梅沢富美男、片岡安祐美、かとうれいこ、流れ星、マルシア、宮本隆治、ユージ     | 2時間SP（19:00 - 20:54） |
| 84 | 1月31日 | がんは早期発見で治せるSP                | アンガールズ、夏樹陽子、福澤朗、松本明子、吉井怜                                       |                          |
| 85 | 2月7日  | あなたは大丈夫!? 健康常識ウソ・ホントSP | 石川梨華、加藤茶、金田朋子、熊切あさ美、ケンドーコバヤシ、JOY、中畑清                  | 2時間SP（19:00 - 20:54） |
| 86 | 2月21日 | 不調だらけの芸能人! スタジオ生診断SP    | 青木さやか、大島麻衣、嶋大輔、城之内早苗、スピードワゴン、中村昌也、布施博、安田美沙子 | 2時間SP（19:00 - 20:54） |
| 87 | 3月6日  | カラダ総点検SP                          | （なし）                                                                               | 2時間SP（19:00 - 20:54） |

## 主なスタッフ
- 構成：高野健生、鈴木功治、若井優介、鈴木裕士 / 浜田悠
- SW：岩沢忠夫
- CAM：藤本伸一
- VE：高橋正直
- AUD：奈良岡純一
- LT：加瀬紗絵子
- 編集：名雪健太郎、北浦美夫、星澤彩、渡邊優希
- MA：渕野あゆみ、佐藤卓也、岡崎穣
- 音響効果：若林雄二、木戸茜
- TK：後藤有紀
- ヘアメイク：石坂智子
- 技術協力：ニユーテレス、プログレッソ、フリーダム・オブ・ザック、ティ・ピー・ブレーン、麻布プラザ、ジャパンテレビ
- 美術プロデューサー：栗田寛
- 美術進行：栗田昇
- 美術協力：ル・オブジェ・アール・スタジオ、テルミック
- リサーチ：高森雄幸、田中奈緒、山口広太
- 医療監修：森田豊
- 編成：福田健太郎、中井芳彦
- 宣伝：小林史明、塩川篤史
- AD：久保孝平、藤原真美、森貴士、吉田京平、山根愛、埴生雅人、右田理香、高倉大真、大矢かづみ、井川慎也、植尾晋一
- デスク：永野翔子、坂本知佳
- AP：荒井かおり、中嶋日登美
- ディレクター：笠原裕明、久秋伸雄、藤野智光、岸憲人、布施美那、岡部剛、大川剛史、曽我和隆、三浦信一、隅田隆之、高野徹、岡田康行
- 演出：花田憲明、樽見近工、〆谷浩斗
- プロデューサー：齋藤智礼、新本あじあ、湯澤孝弘（一時離脱→復帰）、三枝英治
- 総合演出：千葉隆弥
- 制作協力：キャップストーン
- 製作：ダイナマイトレボリューションカンパニー、TBS

### 歴代のスタッフ
- 構成：山際良樹
- CAM：小長井信弥
- LT：高木一成
- 音響効果：篠原光
- 技術協力：FLT→FMT
- 美術協力：エイ・ケイ
- 宣伝：眞鍋武
- 編成：藤原麻知、嵯峨祥平、川島優子
- デスク：栢春香
- ディレクター：安川克浩、菅原有大、塚原和代

## ネット局
| 放送対象地域  | 放送局                    | 備考     |
| ------------- | ------------------------- | -------- |
| 関東広域圏    | TBSテレビ（TBS）          | 制作局   |
| 北海道        | 北海道放送（HBC）         |          |
| 青森県        | 青森テレビ（ATV）         | [ 注 5 ] |
| 岩手県        | IBC岩手放送（IBC）        |          |
| 宮城県        | 東北放送（TBC）           |          |
| 山形県        | テレビユー山形（TUY）     |          |
| 福島県        | テレビユー福島（TUF）     |          |
| 山梨県        | テレビ山梨（UTY）         | [ 注 5 ] |
| 新潟県        | 新潟放送（BSN）           | [ 注 5 ] |
| 長野県        | 信越放送（SBC）           | [ 注 5 ] |
| 静岡県        | 静岡放送（SBS）           |          |
| 富山県        | チューリップテレビ（TUT） |          |
| 石川県        | 北陸放送（MRO）           |          |
| 中京広域圏    | CBCテレビ（CBC）          | [ 注 5 ] |
| 近畿広域圏    | 毎日放送（MBS）           |          |
| 鳥取県 島根県 | 山陰放送（BSS）           | [ 注 5 ] |
| 岡山県 香川県 | 山陽放送（RSK）           | [ 注 5 ] |
| 広島県        | 中国放送（RCC）           |          |
| 山口県        | テレビ山口（tys）         | [ 注 5 ] |
| 愛媛県        | あいテレビ（ITV）         |          |
| 高知県        | テレビ高知（KUTV）        | [ 注 5 ] |
| 福岡県        | RKB毎日放送（RKB）        |          |
| 長崎県        | 長崎放送（NBC）           |          |
| 熊本県        | 熊本放送（RKK）           | [ 注 5 ] |
| 大分県        | 大分放送（OBS）           | [ 注 5 ] |
| 宮崎県        | 宮崎放送（MRT）           | [ 注 5 ] |
| 鹿児島県      | 南日本放送（MBC）         | [ 注 5 ] |
| 沖縄県        | 琉球放送（RBC）           | [ 注 5 ] |